# Vesmír mezi námi
Vesmír mezi námi (v anglickém originále The Space Between uS) je americký romantický sci-fi film z roku 2017. Režie se ujal Peter Chelsom a scénáře Allan Loeb. Ve snímku hrají hlavní role Gary Oldman, Asa Butterfield, Britt Robertsonová a Carla Guginová. Do kin byl film oficiálně uveden 3. února 2017. V České republice premiéru neměl. Film získal negativní recenze od kritiků a vydělal pouhých 14,8 milionů dolarů, jeho rozpočet dělal však 30 milionů dolarů.

## Obsazení
| Gary Oldman        | Nathaniel Shepherd          |
| Asa Butterfield    | Gardner Elliot              |
| Carla Guginová     | Kendy Wyndham               |
| Britt Robertsonová | Tulsa                       |
| B. D. Wong         | Tom Chen                    |
| Janet Montgomery   | Sarah Elliot                |
| Trey Tucker        | Harrison Lane               |
| Scott Takeda       | Dr. Gary Loh                |
| Adande Thorne      | Scott Hubbard               |
| Colin Egglesfield  | bratr Sarah                 |
| Gil Birmingham     | Shaman Neka                 |
| Logan Paul         | Roger                       |
| Adande Thorne      | Scott Hubbard               |
| Saarh Minnich      | reportérka                  |
| Ryan Jason Cook    | technik kontrolní místnosti |
| Lauren Myers       | Alice Myers                 |
| Morse Bicknell     | výkonný ředitel NASA        |
| Beth Bailey        | vedoucí NASA                |
| Chuck Woodruff     | Tim Janis                   |
| Christen Rakes     | služebná                    |
| Bruce Mcintosh     | NASA vědec                  |
| David House        | Roland                      |
| Esodie Geiger      | paní Tupelo                 |
| Charles Arnone     | mechanik                    |
| Jacob Browne       | policista v Novém Mexiku    |
| Jenny Gabrielle    | žena Havasupai              |
| Bernardo Saracino  | pilot                       |
| Eli Goodman        | doktorka na pohotovoosti    |
| Ramona King        | sestra                      |
| Eb Lottitmer       | poručík Air Force           |
| Ramsey Scotte      | pracovnice sociální služby  |

## Přijetí

### Tržby
Film vydělal 7,9, milionů dolarů v Severní Americe a 6,9, milionů dolarů v ostatních oblastech, celkově tak vydělal 14,8 milionů dolarů po celém světě. Rozpočet filmu činil 30 milionů dolarů. V Severní Americe byl oficiálně uveden 3. února 2017, společně s filmy The Comedian a Kruhy. Za první víkend docílil sedmé nejvyšší návštěvnosti, kdy vydělal pouhých 1,4 milionů dolarů. Byl očekáván výdělek 8–10 milionů dolarů.

### Recenze
Film získal negativní recenze od kritiků. Na recenzní stránce Rotten Tomatoes získal z 109 započtených recenzí 17 procent s průměrným ratingem 4,3 bodů z deseti. Na serveru Metacritic snímek získal z 32 recenzí 33 bodů ze sta. Na Česko-Slovenské filmové databázi snímek získal 64%. Na stránce CinemaScore získal známku 1- na škále 1 až 5. Kritik David Ehrlich filmu dal známku za 3.